# Väst på stan
Väst på stan är den västra delen av centrala Umeå. Området ligger mellan Västra Esplanaden (fram till 2012 en del av E4/E12) i öst, Tvärån i väst, järnvägen i norr och i söder Strandpromenaden som följer Umeälvens norra strand längs hela innerstaden. Intill Broparken börjar Umeå stads äldsta bro över älven, den så kallade Gamla bron, som förbinder centrala Umeå med stadsdelen Teg. 
Inom området ryms bland annat gymnasieskolan Dragonskolan och det angränsande Nolia-området, brandstation, polisstation med häkte, Dragonens hälsocentral samt Dragonfältet, ett bostadsområde som uppfördes från slutet av 1990-talet. Åren 1900–1966 var Norrlands dragonregemente (K 4) förlagda till det kasernetablissement som numera utgör Umeå stadshus. Kasernetablissemanget uppfördes 1898–1900 till Norrlands dragonregemente, men byggdes om till kommunhus i samband med att Norrlands dragonregemente 1966 samlokaliserades med Västerbottens regemente. Kasernetablissemanget ligger några kvarter från Hovrätten för Övre Norrland vid Kungsgatan, som bland annat passerar genom parken Döbelns plan.

## Byggnadsminnen
Väst på stan, som undgick att drabbas av stadsbranden i Umeå 1888 – finns flera av Umeås äldsta bevarade byggnader. Längs Storgatan, som sträcker sig genom hela området, ligger Umeås första sjukhus från sent 1700-tal, Bagare Thillmans gård från 1871, Gamla slöjdskolan från 1879, löjtnant Grahns gård från 1882, von Ahnska magasinet från 1887 och Umeås äldsta stenhus, den så kallade "Smörasken" (Gamla bankhuset) från 1877.

## Fler bilder från Väst på stan

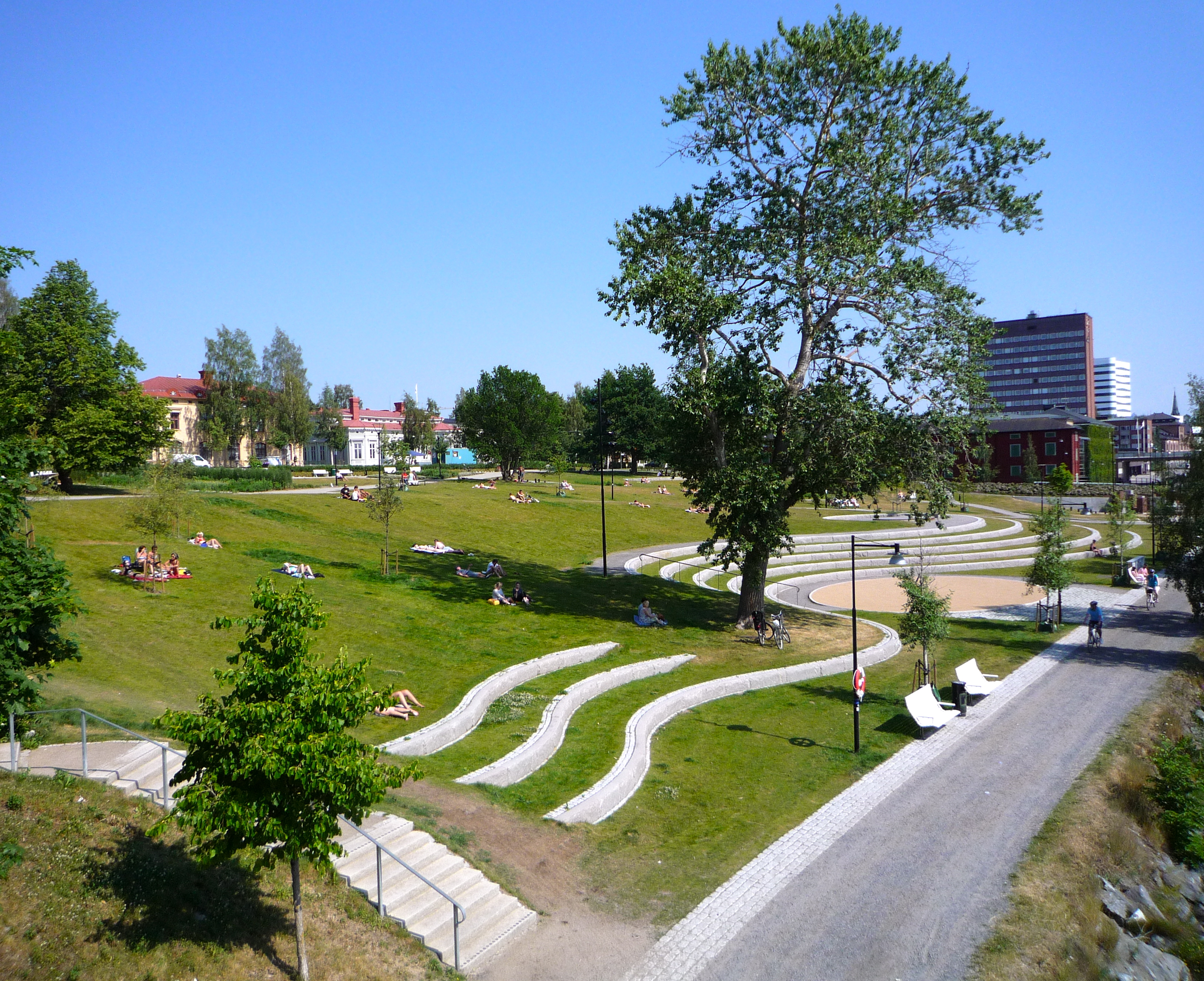
Broparken.
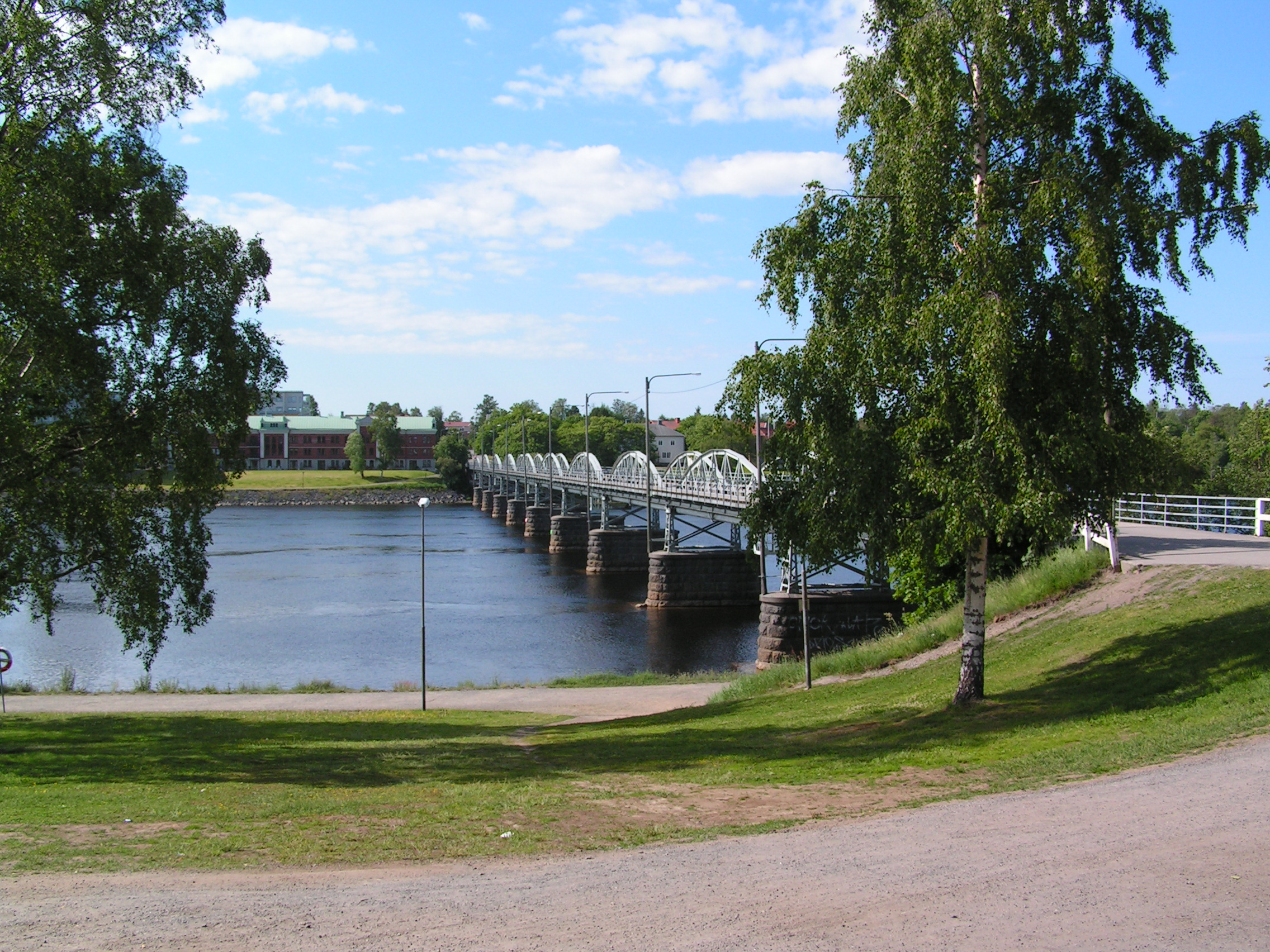
Gamla bron.
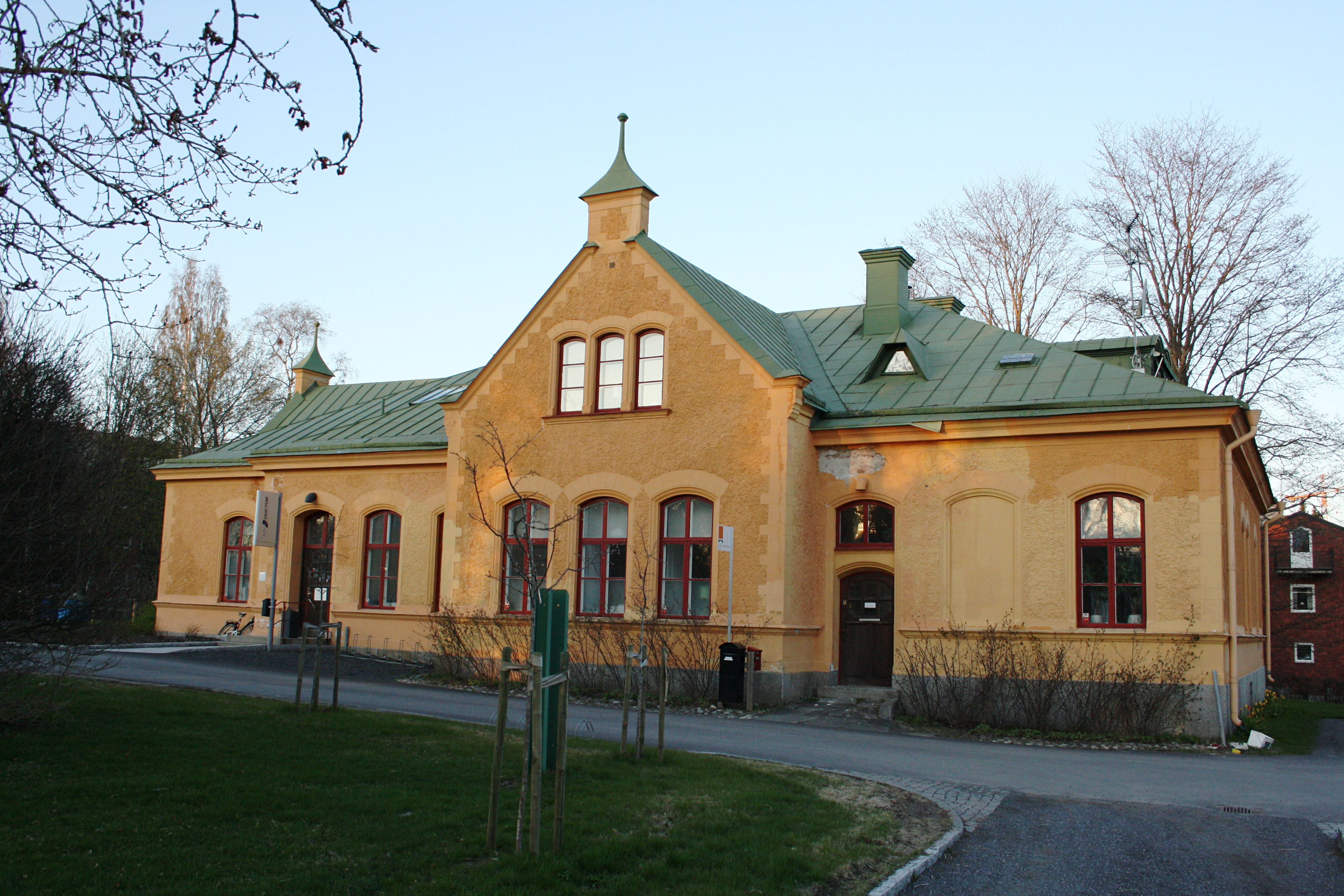
Gamla lasarettet.
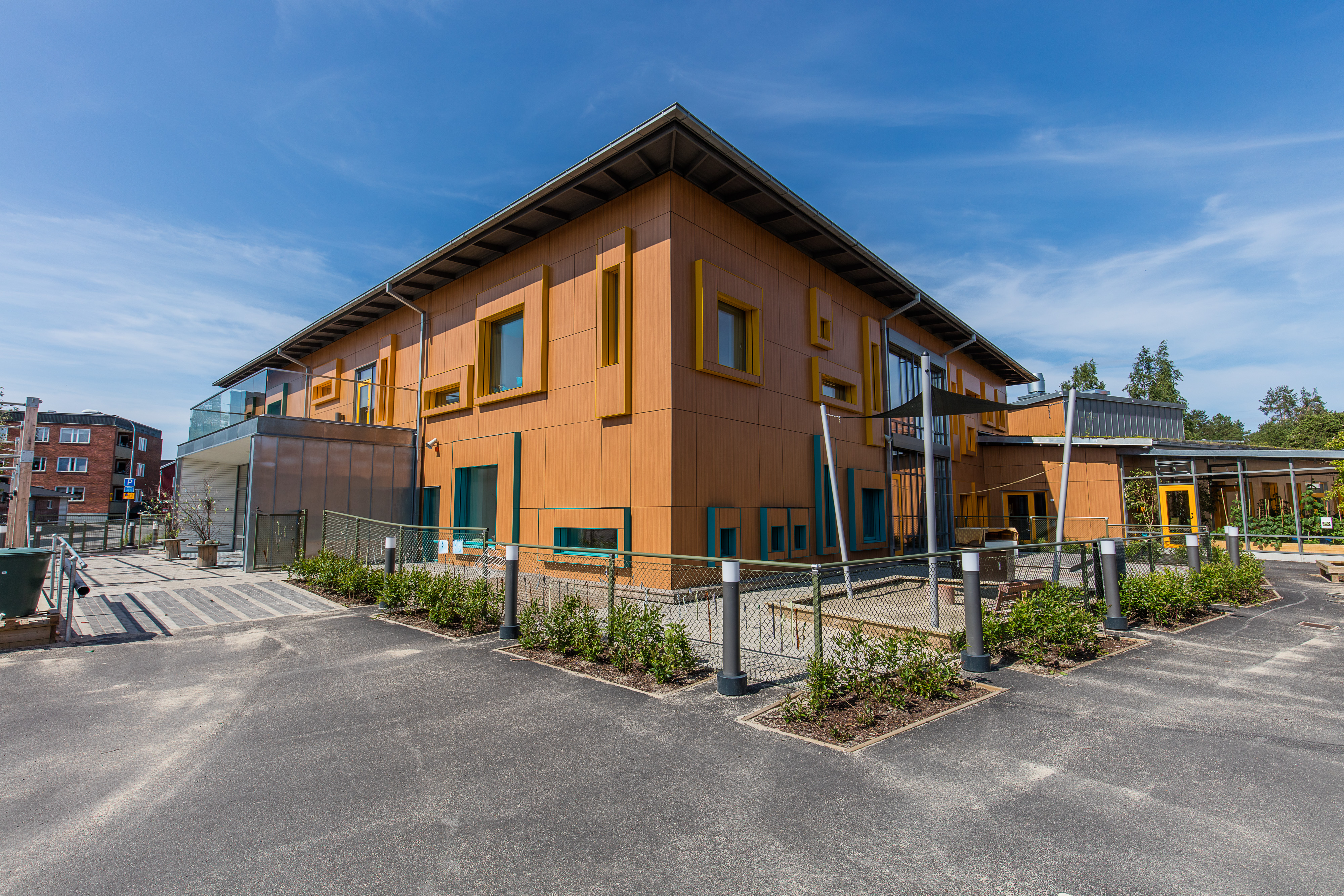
Nya förskolan på Hedlunda.
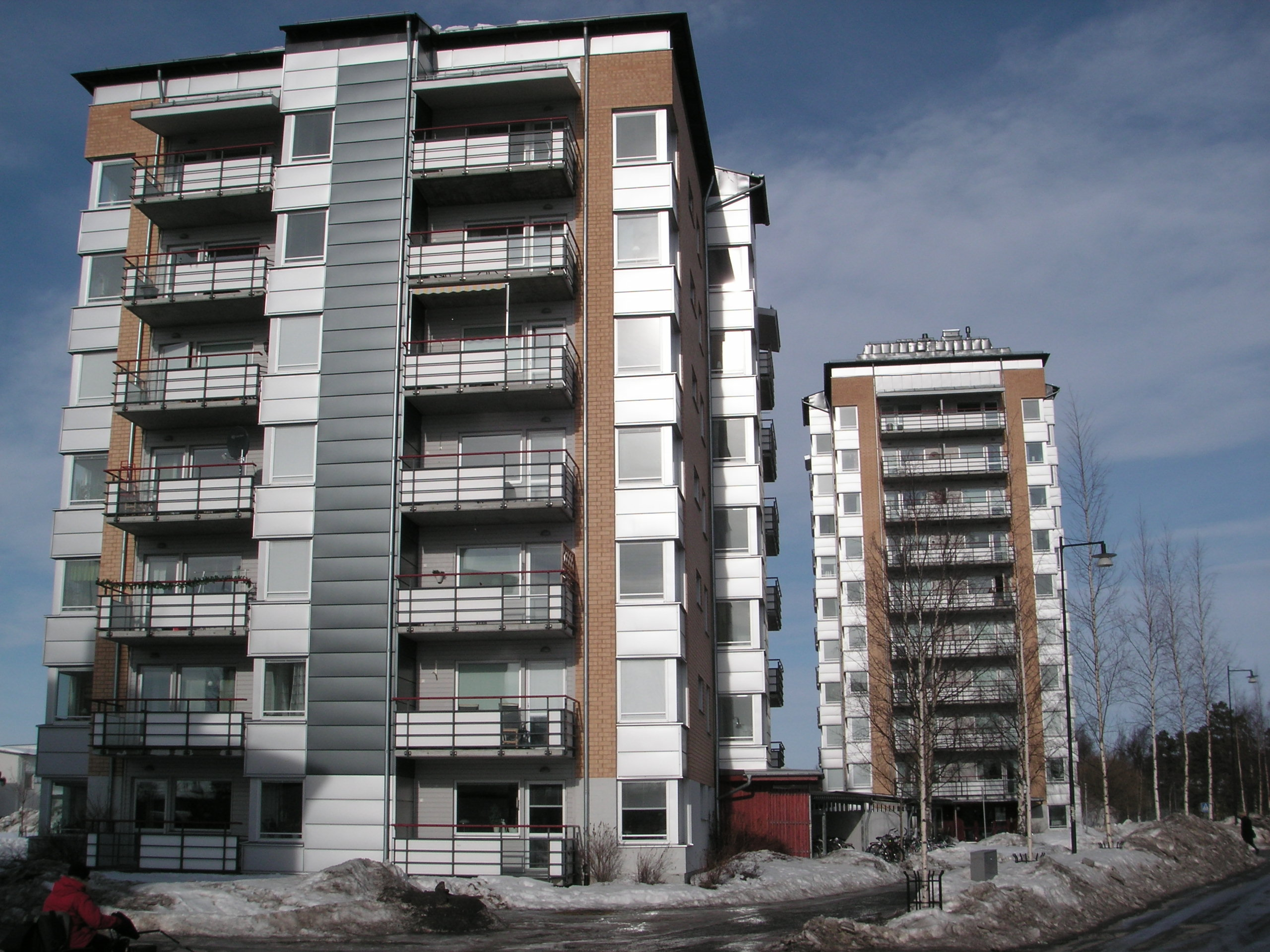
Bostadshus på Ridvägen.